# Jaume Anglada
Jaume Anglada Avilés (Palma, 13 de setembre de 1972) és un cantant mallorquí, encara que també destaca la seva faceta de presentador a destacats programes d'IB3 Televisió.
«El rock and roll tendeix a retardar la maduresa»
«Dylan és poeta, els altres una altra cosa...»

## Biografia i carrera
Jaume Anglada comença a donar-se a conèixer al món de la música coincidint amb altres artistes com Jorge Drexler, Quique González, Ismael Serrano, Amaral, o Javier Álvarez, sent els nous cantautors del moment.
Jaume és el major de quatre germans. Als vuit anys comença a tocar el saxòfon, als tretze ho canvia per una guitarra i escriu la seva primera cançó. A aquesta mateixa edat la família sofreix seriosos problemes econòmics i Jaume ha de buscar-se la vida fent diferents treballs: pintor, paleta, monstre de la mansió del terror, cambrer, repartidor de factures.
Comença la seva singladura amb el seu primer disc Dentro de la noche, produït per Roger Eno amb col·laboracions de luxe com: Kate St John (saxofonista de Van Morrison) i Cristina Lliso (vocalista d'Esclarecidos) fent cors en diversos temes.
Seguirà escrivint cançons (utilitzant-ho com a refugi) i passarà tardes senceres escoltant i volent ser com el seu primer ídol musical Bruce Springsteen. No trigaran a arribar influències de Blues, Rock com Jimi Hendrix, Lou Reed, Neil Young, The Doors i per descomptat Bob Dylan.
Als 20 anys, comença solament amb una guitarra i una harmònica a tocar per un circuit de bars palmesans (Sa Finestra, BluesVille, DC3, Mojito…). En aquella època durant el dia treballava de mariner.
S'amplia la formació acústica quan una nit l'harmonista Víctor Uris (Harmònica coixa blues band) va acompanyar en alguns temes a Jaume, van connectar i van estar treballant un any junts fent el circuit de bars. Amb ells també forma part a la percussió Hugo Sócrate (Daniel i la quartet de bany band i amic personal de Jaume).
Forma la seva primera banda l'any 1994: 
- Kiko Porcel, bateria
- Pedro Beltran, baix
- Xisco Torvisco, guitarra elèctrica
- Cessar Esteban, teclats
- Jaume Anglada, guitarres acústica i elèctrica, harmònica i veu

En un dels seus primers concerts amb aquesta banda, el va veure el representant de World of Music, Arts and Dance (WOMAD) a Espanya, qui li oferirà treballar junts i l'oportunitat de gravar el seu primer disc. A partir d'aquest moment es dedica professionalment a la música.
El seu primer disc Dentro de la noche (1996) el va editar la discogràfica Virgin Records i el va produir Roger Eno. En ell s'hi poden veure clares influències del rock & roll de sempre. Amb aquest primer disc Jaume actua en diferents festivals WOMAD, els promotors d'aquest festival el veien com el reflex del nou rock al nostre país. Va recórrer tot el país presentant el seu disc, i també París, Lisboa, Londres…
En aquells moments li va sortir l'oportunitat gravar una sèrie de TV. Va ser el pioner del paper de noi amb guitarra i autor de cançons, en la sèrie que va emetre La 1 de TVE A las once en casa (amb Ana Obregón i Antonio Resines) 
L'any 1998 grava Empezar de nuevo, segon disc editat també per Virgin i produït per Colin Farley, buscant un so més guitarrero i gran, gravat en els estudis analògics Elioscentric de Londres, propietat del cantant Elvis Costello. Aquest disc va ser molt valorat per la crítica musical i de nou va sortir de gira per tot el país.
Després d'un temps sense treure cap disc i recorrent multitud de locals tocant en directe ell i la seva guitarra, presenta l'any 2003 Nunca tendremos Graceland, amb catorze noves cançons en la qual s'inclou Navegando solo cantada per Jaume, i Cridaré el teu nom, primera cançó que escriu Jaume en mallorquí i que és un èxit en les ràdios de parla catalana. Amb aquestes cançons, ell i la seva guitarra viatgen fins a Moscou, Tel-Aviv, i de nou a voltar per tota la península amb la seva banda.
L'any 2006, Jaume presenta el seu quart àlbum Otra canción de carretera seguint la línia del seu anterior treball, un disc més narratiu i poètic. Molt bona feina de Jaume Anglada com a productor. Es realitza una gira que el porta durant 2 anys arreu de tot el país, tocant en locals de molt diversa índole.
I l'any 2010 en Jaume sent la necessitat de tornar al rock and roll per expressar-se. Deixa el format acústic dels últims treballs. I en aquests moments Jaume estrena el seu cinquè disc. Un treball amb un directe impressionant, on la presència d'un mur de 3 guitarres amb el californià David Gwynn i el mallorquí Dani Magaña entre ells es combina amb l'esquinçadora veu d'Anglada portada al límit. Aquest àlbum compta amb la col·laboració especial de Rebeca Jiménez. També és amic del rei Felip VI d'Espanya, qui ha anat a alguns dels seus concerts. En 2016 ha fet un duet amb Carolina Cerezuela.

## Discografia
- Dentro de la noche (1996)[4]
- Empezar de nuevo (1998)
- Nunca tendremos Graceland (2003)
- Otra canción de carretera (2006)
- Stereo (2010)
- Jaime Anglada en concierto "Gira Stereo" (2011)

## Televisió
Jaume Anglada a part de ser un dels cantautors més famosos de Mallorca, també destaca com a presentador o participant d'alguns dels programes d'IB3 Televisió. Alguns dels programes on ha participat són:
- Digues que sí: És un programa que d'una banda narra i per una altra construeix les històries d'amor més boniques i les trobades més insospitades.
- Quina nit!: un espai ple d'espectacle que acompanyarà, cada cap de setmana, els teleespectadors de la cadena autonòmica amb música, ball i humor.
- Moments: Magazín diari, presentat per Victòria Maldi i Jaume Anglada, que ens farà viure moments divertits plens d'humor, records i consells útils per a tots.
- A las once en casa: La sèrie explicava la història d'Àngel, un home separat que viu amb la seva segona dona i els seus fills. El seu ex es converteix gairebé en una més en la seva nova família. La sèrie es va emetre amb gran èxit a TVE.[5]

## Aficions
A part de la música, Jaume té una atracció grandiosa cap al mar, podria ser referent a que s'ha criat pràcticament amb ell, això fa que sempre que pot s'escapi allà a fer diferents coses, entre elles destaquen les regates, un apassionat a elles, ja que fa més de 16 anys que participa en la Copa del Rei de vela, coneixent així al Príncep d'Astúries, també gran aficionat, i fent-se gran amic seu.
També destaca el seu gust per la bona cuina (sobretot mediterrània) i l'esport, ja que diu que per rendir bé en tots els seus aspectes ha de tenir una bona preparació física i alimentària.